# Mary Meijer-van der Sluis
Mary Meijer-van der Sluis (Rotterdam, 11 juli 1917 — Miami, 31 januari 1994) was Nederlands kampioen schermen op floret in 1937 en 1947. Ze heeft dan ook een plaats weten te bemachtigen voor de Olympische Spelen van 1948 te Londen. Bijzonder is dat zij als joodse vrouw aan zo'n groot toernooi heeft meegedaan direct na de Tweede Wereldoorlog.